# Basilique Saint-François de Sienne
Pour les articles homonymes, voir Basilique Saint-François.
La basilique Saint-François de Sienne, située Piazza San Francesco, est le bâtiment religieux le plus imposant de la ville de Sienne en Toscane, accessible sur la place et par l'arc éponymes.

## Histoire
L'église initiale, construite au Duecento (entre 1228 et 1255) fut financée par les donations exigées par les Franciscains, des voleurs et des usuriers pour le pardon de leurs péchés. Elle est agrandie au Trecento (1326) et au Quattrocento ce qui transforma l'édifice roman dans sa structure gothique actuelle.
Un incendie, en 1655, détruisit une grande partie des œuvres d'art présentes dans la basilique.
En 1730, plusieurs hosties consacrées sont dérobées dans la basilique. Retrouvées intactes, elles sont ramenées dans la basilique et restent depuis dans un état d'incorruption extraordinaire (2019). Les saints Jean Bosco puis Jean XXIII ont observé les reliques de ce miracle eucharistique de près. 
Son intérieur a été fortement modifié au XIXe siècle (démolition des autels baroques) et sa façade a été restaurée au début du XXe siècle par l'architecte Vittorio Mariani.

## Architecture
Son plan est en croix Tau (en T, la croix de saint François) à une seule nef unique et immense, couverte d'une charpente visible, de chapelles orientées vers le transept, en suivant le modèle architectural simple des ordres mendiants, qui visait à créer un espace de grandes dimensions, propice à la prédication d'une vaste foule de fidèles.
Depuis l'incendie de 1655 et les actions de purisme effectués vers 1885-1892 par l'architecte Giuseppe Partini, l'espace intérieur paraît désordonné, malgré les récents rassemblements d'œuvres situées à l'origine dans les autels baroques,(démolis au XIXe siècle.
La façade (a capanna), soutenue par le campanile érigé en 1763, remonte à une restauration néo-gothique (1894-1913) à la suite de laquelle furent éliminées les traces des décorations de marbre du Duecento (XIIIe siècle) et du portail du Quattrocento, en lui substituant la décoration perspective actuelle, agrémentée de statues.

## Intérieur
L'envers de la façade comporte de larges fresques des portes Romana et Pispini, un l'Incoronazione della Vergine commencée par Sassetta terminée par Sano di Pietro (1447-1450) et une la Natività di Cristo du Sodoma. Est aussi visible l'ancien portail du XVe siècle de Francesco di Giorgio Martini.
Côté gauche de la nef
Crocifissione de Girolamo di Benvenuto, et six retables acquis récemment : Annunciazione de Alessandro Casolani et Ilario Casolano, Madonna col Bambino e Santi de Jacopo Zucchi, Gesù benedicente, la Vergine e i Santi Francesco e Andrea signés et datés de 1605 par Pietro Sorri, Martirio di Santa Martina de Pietro da Cortona, Morte di San Galgano d'un peintre proche de Deifebo Burbarini (en), Predica di San Bernardino de Dionisio Montorselli (en).
Côté droit de la nef
Fresque du tympan : Visitazione du Quattrocento, qui comprend trois panneaux : la Predica di San Giacomo de Giuseppe Nicola Nasini, la Natività della Vergine de  (en) (1671) et La Resurrezione di Lazzaro di Alessandro Casolani et Vincenzo Rustici.
La chapelle à gauche est décorée du polyptyque de la Madonna col Bambino e Santi, une fresque de Lippo Vanni.
Transept et absides
Dans le mur du fond du transept se trouve le San Francesco en marbre du début du XIVe siècle provenant de la façade, et dans les chapelles des absides : la deuxième (chapelle Turchi) conserve une cuspide avec la Maddalena tra due angeli de Giovanni d'Agostino ; la troisième (chapelle des Terziari fransiscains), le triptyque néo-gothique d'Arturo Viligiardi et le tombeau de Cristoforo Felici di Urbano da Cortona (1462) ; la quatrième (chapelle Palmieri), la Madonna col Bambino riferita d'Andrea Vanni.
Dans la chapelle centrale, avec le maître-autel de Leopoldo Maccari et Giuseppe Partini avec les effigies funéraires di Silvio Piccolomini et Vittoria Forteguerri, parents du pape Pie II, sculptures d'Antonio Federighi) sur le transept gauche la chapelle absidiale : la sixième (chapelle Piccolomini d'Aragona Todeschini) la Crocifissione de Pietro Lorenzetti, partie d'un cycle de la salle capitulaire et du cloître du couvent avec son frère Ambrogio Lorenzetti, il Martirio di frati francescani e San Ludovico di Tolosa che si congeda da Bonifacio VIII, maintenant dans la chapelle Bandini Piccolomini.
L'espace suivant accueille la Madonna col Bambino une fresque de Jacopo di Mino del Pellicciaio.
Le transept gauche comprend deux autres chapelles, dont une conserve les Sacre Particole (Hosties sacrées) pendant l'été.
Les formes architectoniques du lieu, dues à Lorenzo di Mariano (it) dit il Marrina (auteur des Vertus cardinales du pavement), ont été restaurées pendant l'Ottocento.

## Extérieur
Sur le côté droit de la basilique se situent l'ancien couvent San Francesco aujourd’hui le siège de certaines facultés de l'Université de Sienne et du musée diocésain d'art sacré, et sur la place, l'Oratoire de la Compagnie de Saint Bernardin construit en 1400 sur le lieu même où Saint Bernardin avait l’habitude de prêcher.

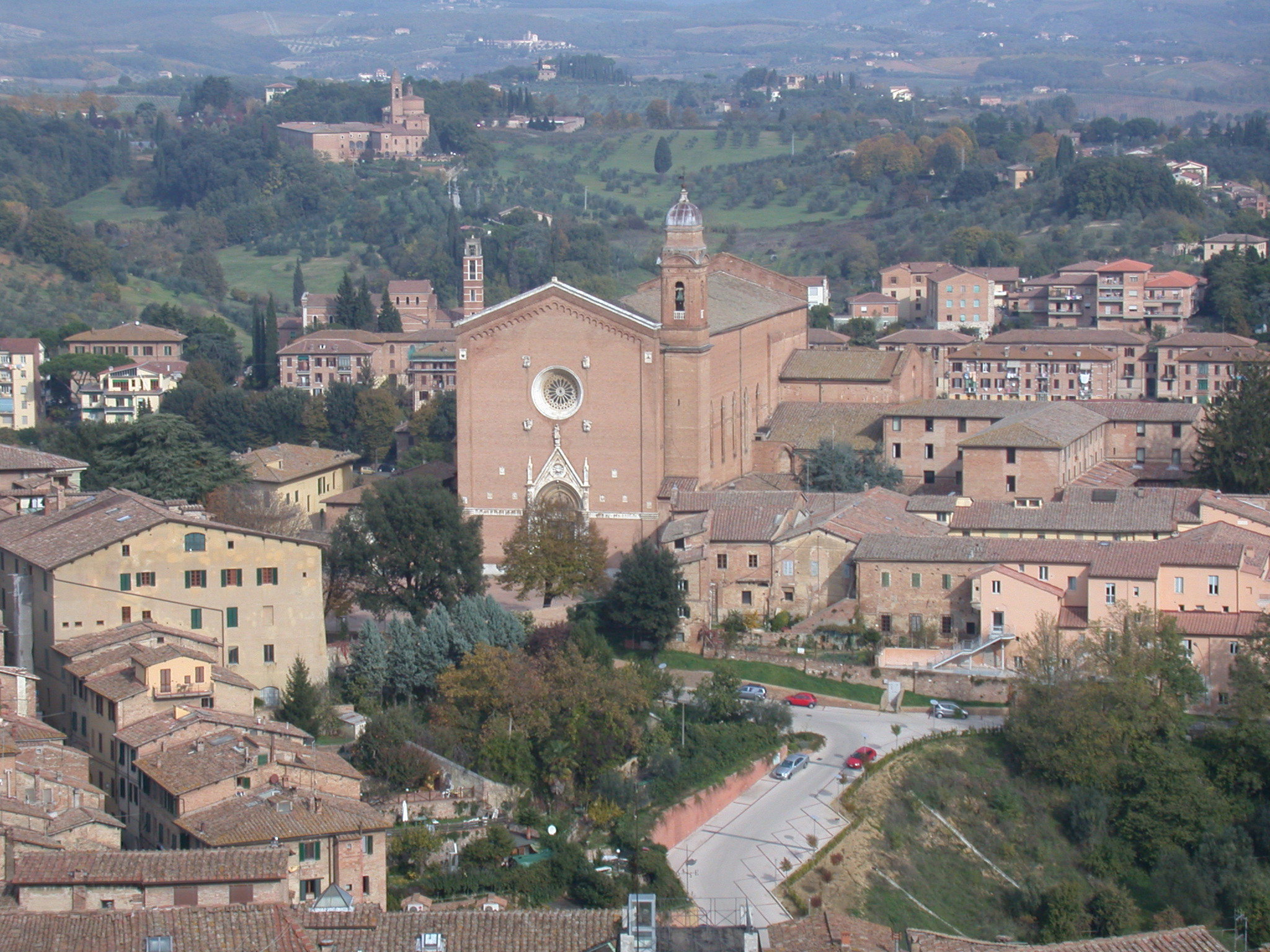
La basilique dans son quartier vue de la Torre del mangia
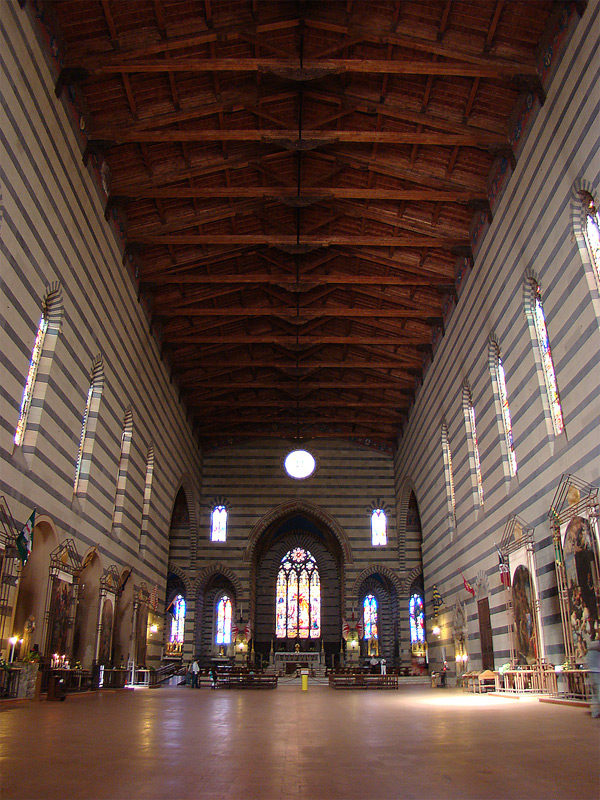
Intérieur
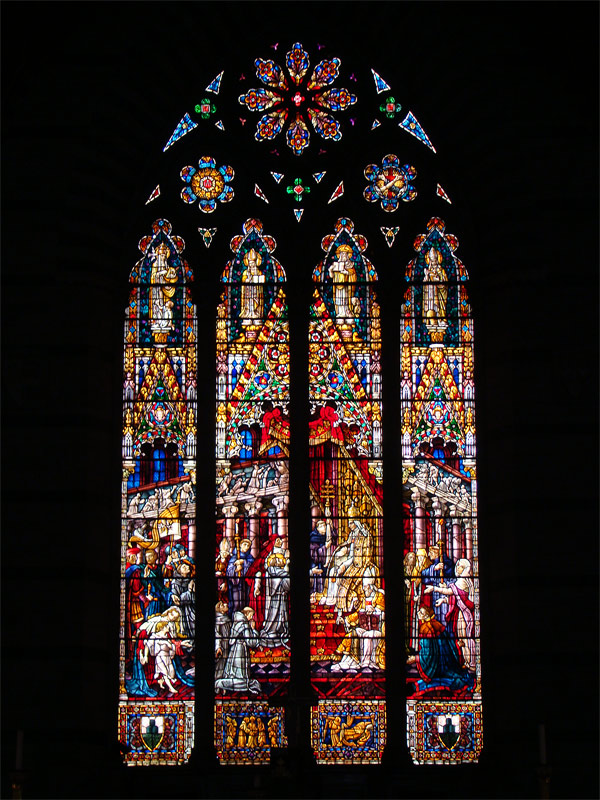
Vitrail d'abside
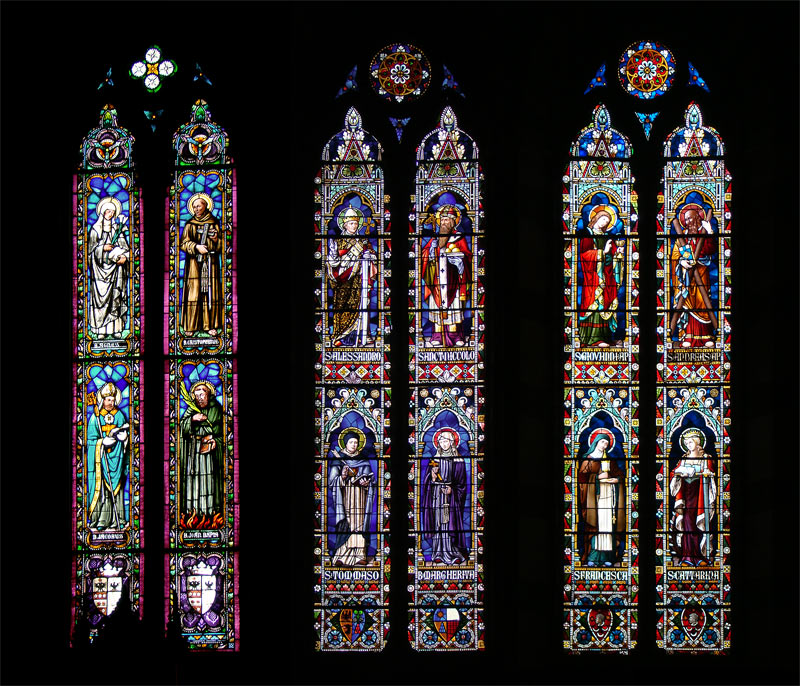
Vitraux de chapelles

## Sources
- (it) Cet article est partiellement ou en totalité issu de l’article de Wikipédia en italien intitulé « Basilica di San Francesco (Siena) » (voir la liste des auteurs).